# Josef Veleba
Josef Veleba (* 26. August 1914 in Gradlitz,  Böhmen; † 22. Juli 1997 in Gasteil, Niederösterreich) war ein österreichischer Hornist.

## Leben
Josef Veleba war Schüler von Karl Stiegler und Gottfried von Freiberg, beide bekannte Wienerhornisten und Mitglieder der Wiener Philharmoniker. Von 1934 bis 1938 wirkte er als Musiker sowohl im Bayreuther Festspielorchester als auch im Bühnenorchester der Wiener Staatsoper mit. 1939 wechselte Veleba in das Staatsopernorchester und 1940 wurde er schließlich Mitglied bei den Wiener Philharmonikern, wo er bis zu seiner Pensionierung 1977 mitwirkte, viele Jahre davon auch als erster Hornist. Neben seiner Orchestertätigkeit war er Mitglied des Wiener Oktetts, mit dem er zahlreiche Tonträger einspielte.
Als Hornpädagoge war Veleba von 1962 bis 1974 Professor an der Hochschule für Musik und darstellende Kunst Wien. Darüber hinaus leitete er von 1962 bis 1984 eine Hornklasse an der Wiener Musikakademie. Zu seinen Schülern zählten u. a. Günter Högner, Roland Horvath, Willibald Janezic, Franz Söllner, Friedrich Pfeiffer und Wolfgang Tomböck jun.

## Diskografie (Auszug)
- 1952: Mozart: Divertimento No. 17 in D Major K.334, Wiener Oktett, DECCA (LXT2542).
- 1956: Beethoven: Septet Op. 20, Wiener Oktett, DECCA (SXL2157).
- 1958: Schubert: Octett in F Major, Wiener Oktett, DECCA (SXL2028).
- 1969: Mozart: Quintett in E-Flat Major (K.452), Trio in E-Flat Major (K.498), Wiener Oktett, London Records (STS15059).